# 宝光寺 (埼玉県宮代町)
宝光寺（ほうこうじ）は、埼玉県南埼玉郡宮代町にある曹洞宗の寺院。

## 歴史
1573年（天正元年）、芳孫によって開山された。芳孫は現在の白岡市にある興善寺の第4世住職であった（当寺も興善寺の末寺であった）。なお、一説には天文元年（1532年）の創立ともいう。
当寺には、地蔵菩薩像が2体ある。一つは「子育地蔵」で秘仏である。12年に一度酉年に開帳される。もう一つは「おぶさり地蔵」で、次のような逸話がある。
ある日、粂原村の若者が杉戸宿の悪所（歓楽街）に通っていたが、当寺の門前を通ると、何故か背中が重くのしかかるような感覚に襲われた。他にもそういう人が多かったので、「門前の野ざらしになっているお地蔵様が屋根を欲しがっているのだろう」ということで、この地蔵のために地蔵堂を建てた。すると、背中に重みを感じる人がいなくなった。そのため、「おぶさり地蔵」と呼ばれるようになったという。
なお、1889年（明治22年）に旧須賀村が合併により誕生した際には宝光寺に村役場が置かれた。

## 交通アクセス
- 和戸駅より徒歩18分。